# 秋野太作
秋野 太作（あきの たいさく、1943年2月14日 - ）は、日本の俳優、タレント、エッセイスト、瞑想者である。本名および旧芸名は津坂 匡章（つさか まさあき）。一時は津坂まさあきの名も使用していた。グランパパプロダクション所属。身長170cm、体重65kg。

## 来歴
東京市深川区(現・東京都江東区深川)で生まれ（「台東区上野生まれ」とする媒体もある）、生後間もなく大分県杵築市の母の実家に移り、4歳のとき東京に戻り、以降は文京区で育った。文京区立第六中学校卒、東京都立文京高等学校卒、日本大学法学部中退。文京区立第六中学校の同級生には小沢一郎と西川太一郎がいた。
日大法学部在学中の1963年に俳優座養成所第15期生として入所。俳優座座員を経て、現在はグランパパプロダクション所属。俳優座時代、一時太地喜和子と結婚していたが短期間で離婚し、その後、元タカラジェンヌでNHK『ステージ101』のヤング101の第一期生としてNHK総合テレビの音楽番組『ステージ101』に出演した女優・歌手の温碧蓮と再婚している。息子は振付家・農業経済学者のつさかたくじ、長女は政治家の奥本有里、次女は元女優・ファッションモデルの津坂早紀。また、実弟・津坂 浩史（つさか ひろし）も俳優デビューしたが、引退した。
1967年、木下恵介劇場『記念樹』（TBS）で俳優デビュー。
1975年から一年間放送されたテレビドラマ『俺たちの旅』(日本テレビ系)での、女性からモテモテの"グズ六"役でよく知られるが、俳優座時代から女性ファンが多く、テレビドラマ『男はつらいよ』でレギュラーだった秋野に、女性ファンからの「映画でも出してくれ」との要望が多く、映画『男はつらいよ』にも出演することになった。
芸名を「秋野太作」にしたきっかけは、秋野が妻を持ち子供もできて家庭を築き、人生の転換期の中で精神的にも内向きだった頃、何事もゲンを担ぐ秋野の父親が「津坂匡章の名前のままだと、いずれ交通事故死する」と誰かに言われ、秋野曰く実際に二度死にかけた経験もあり、父親がその誰かに「三度目には死ぬ」と言われて酷く心配していたことと、人生の転期にあったことがシンクロし、改名を決めた。その1976年当時演じていた日本テレビのドラマ『俺たちの朝』での役名を芸名にしたという。ちなみに、その番組が「秋の大作」という触れ込みでの新作発表であったため、それもヒントになっているという。
秋野の独特のキャラクターが話題になり、バラエティ番組にも積極的に出演している。特に、日本テレビ『踊る!さんま御殿!!』は明石家さんまを驚愕させるほどのキャラクターで人気を得ており、バラエティ番組進出のきっかけとなった。また、テレビ東京の『いい旅・夢気分』『土曜スペシャル』など旅番組にも出演、娘の早紀と共演することが多い。

## 人物

### 子供時代
家族は少々複雑で、父は戦争で前夫を亡くして息子が2人いる女性と結婚して秋野と弟が生まれ、幼くして母（実母）を亡くしたあと父が娘を持つ女性と再婚（秋野にとって継母）した。このためきょうだいは4歳下の実弟、血の繋がらない異父兄が2人と、異母妹が1人いる。
父は第二次世界大戦前に第一銀行（現・みずほ銀行）の行員をしており、戦後は根津（文京区）で第一銀行専門の印刷会社の経営を始め、休みの日に剣舞を披露する芸人でもあった。戦時中（2歳頃）、母の実家がある大分に母と疎開したが、後日母が結核に罹ってサナトリウムに入所することになったため、前夫の自宅で異父兄と育てられた。2年後死期を悟った母は、「最期は東京にいる家族のもとで」との思いから、4歳の秋野を連れて巣鴨（豊島区）に戻って約1か月後に亡くなった。
父子家庭となったが平日は父が多忙なため、巣鴨の長屋に住む知人宅にあちこち預けられ、時間に余裕がある土日に父のもとで一緒に過ごしては、長屋に戻るという生活だった。また、子供の頃は芸人である父から剣舞を仕込まれ、日曜日に全国を巡る父に連れられて秋野も時々舞台で剣舞を披露していた。小学生の頃は宿題をほとんどしなかったこともあり、テストでよく0点を取っていたという。秋野が10歳の頃、それまで大分に預けられていた実弟が小学校入学を期に上京して一緒に暮らし始めた。

### 父の再婚後
（時期は不明だが）父が再婚すると継母から時々顔を叩かれる生活となったため、正面から対立せず何を言われても聞き流すようになった。
大学入学後は、学生運動により講義がろくに行われず将来に向けてどう過ごすか悩んだが、その後演劇に興味が生まれて20歳頃に俳優座養成所に入所。この入所を父からは喜ばれたが、同時期に継母から家を出るよう言われたため自宅を出た。当時大卒の初任給が2万5000円の時代に、父から3年間月3万円を送ってくれたため、演劇の勉強に集中することができたという。その後父は72歳で亡くなった。

## その他
父は若い頃から剣舞の達人で実母は生前薩摩琵琶の名人だった。父は戦争中、兵隊にならずに従軍慰問団として戦地を回って剣舞を披露し、戦後は仕事が休みの日に地方の学校や公民館などから招かれて剣舞を披露していた。
父は根っからの優しい性格で、普段は無口で多くを語らなかった。ある時父から「人生で気をつけることが3つある。女、カネ、健康だ」と言われ、以来人生の教訓のように心に刻んでいる。
長年渥美清の大ファンで、2017年にはエッセイ「私が愛した渥美清」も執筆している。
趣味は読書。若い頃は酒とタバコを嗜んでいたが、30代半ばに健康を考えてどちらも止めた。また、（いつ頃からかは不明だが）舞台で動けるようにスポーツジムで筋トレをしたり、軽いジョギング、ヨガなども行っている（2020年現在）。
「舞台俳優はスポーツ選手のようなところがあるから、普段から精神と身体のバランスを整えることが大事」との考えを持つ。このため、30代から瞑想を朝夕20分ずつからやり始めてその後時間を伸ばし、現在（2020年時点）は朝夕1時間ずつ毎日欠かさず行っている。

## 出演

### テレビドラマ
- 木下恵介劇場・木下恵介アワー（TBS）
  - 記念樹 第45話「産ぶ声」（1967年2月7日） - じゅん
  - 今年の恋（1967年） - 田中光
  - 女と刀（1967年） - 正夫
  - おやじ太鼓（1968年 - 1969年） - 鶴三郎
  - 兄弟 （1969年 - 1970年） - 志沢静男
- 徳川の夫人たち（1967年、NET）
- 鞍馬天狗（1967年 - 1968年、MBS）
- 青春気流（1967年、NHK）
- 渥美清の泣いてたまるか（1967年、TBS）
- ぜったい多数（1967年、NTV）
- 東芝日曜劇場（TBS）
  - 早春（1968年）
  - 春あらし（1968年）
  - 24才（1968年）
  - さて男性諸君!（1969年）
  - ちりめんを織る女（1968年）
  - 護送（1989年）
- レモンの涙（NET、1968年）
- 男はつらいよテレビシリーズ（1968年 - 1969年、CX）
- 仇討ち（1968年、TBS）
- 三匹の侍 第6シリーズ 第14話「俺は抜かない」（1969年、CX） - 青石松兵衛
- 日産スター劇場（NTV）
  - たこたこあがれ（1969年）
- 渥美清の父ちゃんがゆく（1969年、CX）
- すがぶら大将（1969年、CX）
- わかい恋人たち（1969年、CX）
- 孤独のメス第3話「帰り道は遠かった」（1969年、TBS） - 入院患者
- ポーラテレビ小説「オランダおいね」（1970年、TBS） - 作之進
- 焼きたてのホカホカ（1971年、NTV）
- ザ・ガードマン 第335話「16歳で結婚! 女はつらいネ」（1971年、TBS） - ジロー
- 天下御免（1971年 - 1972年、NHK） - 稲葉小僧
- 鬼平犯科帳 第2シリーズ 第16話「掻掘のおけい」(1972年、NET / 東宝) - 砂井の鶴吉
- 必殺シリーズ （ABC）
  - 必殺仕掛人（1972年 - 1973年） - 岬の千蔵
  - 必殺仕置人（1973年） - おひろめの半次
  - 助け人走る（1973年 - 1974年） - 油紙の利吉
  - 暗闇仕留人（1974年） - おひろめの半次
- 青葉繁れる（1974年、TBS） - 軽石先生
- 江戸の旋風（1975年　-　1979年、CX） - 千葉左内
- 俺たちの旅（1975年 - 1976年、NTV） - 熊沢伸六
- 俺たちの朝（1976年 - 1977年、NTV）※このドラマでの役名が現在の芸名となった
- すぐやる一家青春記（1977年、TBS） - 相馬一郎
- 気まぐれ本格派（1977年 - 1978年、NTV） - 清水小太郎
- 太陽にほえろ!（NTV / 東宝）
  - 第282話「婚約指輪」（1977年） - 達村明
  - 第607話「狼を追え!」（1984年） - 大上勇
- 青春ド真中!（1978年、NTV） - 平久作
- 土曜ワイド劇場（ANB）
  - 松本清張の声・ダイヤルは死の囁き（1978年） - 小谷茂雄
  - みちのく離婚ツアー連続殺人　松島－平泉－鳴子－最上川・若妻を狙う男は!?（1986年） - 伊藤一男
  - 弁護士・今田一平5、1989年） - 松崎
  - 温泉若おかみの殺人推理1（1994年） - 及川刑事
  - タクシードライバーの推理日誌8（ユニオン映画、1998年） - 小原勇三
  - 新・赤かぶ検事奮戦記（1999年 - 2002年、ABC）
  - 女請負人（2000年） - 笠原達男
  - 終着駅シリーズ（2004年 - 2023年、東映 ） - 坂本課長
  - 愛と死の境界線（2011年） - 原田淳志
  - 温泉 (秘) 大作戦12（2013年、ABC） - 飯塚太一
- ゆうひが丘の総理大臣 第31話「とんでもない卒業生がいた!!」（1979年、NTV） - 平山六輔
- 俺たちは天使だ!（1979年、NTV） - 末広鉄平
- ちょっとマイウェイ（1979年 - 1980年、NTV） - 米沢誠
- あさひが丘の大統領（1979年 - 1980年、NTV） - 野口英雄
- 花王名人劇場「結婚師ジゴロ」（1980年、KTV） - 主演・正司五朗
- 熱中時代 教師編2 - 田丸邦彦
- 秘密のデカちゃん（1981年、TBS)
- 三年待った女（1981年、NTV） - 小杉孝彦
- 時代劇スペシャル 仇討選手（1981年、CX） - 足軽又助
- 秋なのにバラ色（1981年、MBS） - 中津川俊夫
- 竜馬がゆく（1982年、TX） - 岩崎弥太郎
- 遠山の金さん（1982年 - 1985年、テレビ朝日） - 猫目伝蔵
- 婦警さんは魔女（1983年、TBS） - 藪原刑事係長
- 月曜ドラマランド うっかり夫人ちゃっかり夫人（1983年、CX）
- 火曜サスペンス劇場（NTV）
  - 描かれた女（1985年） - 山野
  - 産婦人科病院から消えた女（1987年） - 安藤公三[10]
  - 電話の向こうに誰かいる?（1990年）
  - 悪い電話（1991年）
  - 身辺警護4（1999年）
  - 赤い靴（2001年） - 山村
  - 弁護士・朝日岳之助22「死者の人権」（2004年）
- 私鉄沿線97分署 第59話「南紀勝浦捕り物ツアー」（1986年、ANB） - 勝浦南署・桔梗河原小太郎刑事
- ザ・ハングマンV（1986年、ABC） - 英雅則
- 愛の劇場 袖ふれあうも嫁姑（1986年、TBS）
- おもいっきり探偵団 覇悪怒組（1987年、CX） - 落合敏彦　怪人魔天郎（声）
- 五稜郭（1988年、NTV） - 澤太郎左衛門
- 華の宴（1991年、YTV）
- エトロフ遥かなり（1993年、NHK）
- 四匹の用心棒V かかし半兵衛無頼旅（1993年、テレビ朝日） - 野呂亀右衛門
- 金曜エンタテイメント （フジテレビ）
  - 腕まくり看護婦物語シリーズ（1993年-1997年） - 五十嵐光之
  - 戦後50年特別企画 女たちの戦争 忘れられた戦後史 進駐軍慰安命令 - 坂信弥
- 殿さま風来坊隠れ旅 第3話「仇討ち大好き! 殿、ご乱心」（1994年）
- 家なき子2（1995年、NTV）
- 大河ドラマ 八代将軍吉宗（1995年、NHK） - 阿部正喬
- 裸の大将 第74話「オロチに巻かれてサァ大変」（1995年、KTV / 東阪企画）- 孝雄
- ストックホルムの密使（1995年、NHK）
- 渥美清のああ、青春日記（1997年9月24日、フジテレビ） - フランス座の支配人
- ドラマ30
  - これで家族（1997年-1998年、CBC） - 鈴村源太郎
  - ことぶきウォーズ（2004年、CBC）
- サラリーマン金太郎（TBS） - 黒川優作 
  - サラリーマン金太郎（1999年）
  - サラリーマン金太郎2（2000年）
  - サラリーマン金太郎3（2002年）
  - サラリーマン金太郎4（2004年）
- 救急ハート治療室（1999年、KTV）
- 月曜ドラマスペシャル「弁護士迫まり子の遺言作成ファイル1」（1999年、TBS） - 相沢信一
- 夜逃げ屋本舗スペシャル　月を射よ（1999年、NTV）
- 3年B組金八先生 第5シリーズ（1999年 - 2000年、TBS） - 兼末栄三郎
- 金田一少年の事件簿（2001年3月25日、日本テレビ） - 長崎巧四郎
- 水戸黄門（TBS）
  - 第29部 第17話「酒と涙と隠居と女将 -高遠-」（2001年7月23日） - 杉村藤左衛門
  - 第32部 第5話「記憶を消した若き妻 -妻籠-」（2003年8月25日） - 山田新兵衛
  - 第35部 第1話「風雲急を告げる高松城 -江戸・水戸・高松-」（2005年10月10日） - 小松吉兵衛
  - 水戸黄門 スペシャル（2015年6月29日） - 田代一郎兵衛
- オヤジ探偵　第4話 （2001年8月9日、ANB）真田実朝
- 月曜ミステリー劇場
  - 税務調査官・窓際太郎の事件簿 第8作 (2002年1月14日) - 尾形信夫 役
- 女と愛とミステリー 文書鑑定人 白鳥あやめの事件ファイル（2002年6月9日、BSジャパン / 6月12日、テレビ東京）辻野誠一郎
- キッズ・ウォースペシャル 〜ざけんなよ〜（2002年7月20日、CBC）村山
- 新・夜逃げ屋本舗 第3話（2003年4月30日、NTV） 猫田
- 新・科捜研の女 第3話（2004年4月29日、ANB） 石津隆
- ゴンゾウ 伝説の刑事（2008年、EX） - 天野孝作
- 相棒Season 7第16話（2009年2月18日） - 川島敏夫
- 月曜ゴールデン
  - 万引きGメン・二階堂雪18（2009年8月17日、TBS）
  - おふくろ先生の診療日記7（2015年4月6日、TBS・MBS） - 飯島繁夫
- 銀色の恋文（フジテレビ、未放送作品／※2009年11月14日・森繁久弥の追悼番組として放送）
- 土曜ドラマ 「鉄の骨」（2010年7月、NHK） - 竹下庄一
- NHK正月時代劇 「隠密秘帖」（2011年1月1日、NHK） - 米倉丹後守
- ドラマ10 フェイク 京都美術事件絵巻 第3話（2011年1月18日、NHK） - 柳田章
- 土曜時代劇 「隠密八百八町」（2011年2月19日、NHK） - 米倉昌晴 役
- おみやさん 第8シリーズ 第3話（2011年5月12日、EX） - 葉山武彦 役
- さんすう刑事ゼロ 第15話（2013年12月2日、NHK Eテレ） - 杉田茂雄 役
- 木曽オリオン〜長野発地域ドラマ〜（2014年1月、NHK BSプレミアム） - 征矢和男 役
- ぼんくら 第1シリーズ（2014年） - 友兵衛 役
- 刑事110キロ 第2シリーズ 第2話（2014年4月24日、EX） - 三隅重雄 役
- 闇の狩人（2014年10月4、5日、時代劇専門チャンネル） - 市兵衛 役
- BS新春時代劇『大岡越前スペシャル 白洲に咲いた真実』（2017年1月3日、NHK BSプレミアム） - 幸兵ヱ 役
- さくらの親子丼 Season2（2019年） - 鍋島希輔 役
- 無用庵隠居修行 第3作（2019年） - 丹羽長貴 役
- 令和元年版 怪談牡丹燈籠（2019年10月6日 - 27日、NHK BSプレミアム） - 沢村善兵衛 役
- 大岡越前6 （2022年5月27日、NHK BSプレミアム） - 小間物屋・彦兵ヱ 役[11]
- 絶メシロード season2 第3話（2022年9月10日、テレビ東京） - 「コンパル」店主（田島保雄） 役
- グランマの憂鬱 第7話（2023年5月20日、東海テレビ・フジテレビ） - 井澤耕吉 役
- あきない世傳 金と銀（NHK BS・NHK BSプレミアム4K）- 柳井道善 役
  - あきない世傳 金と銀（2023年12月8日 - 2024年2月2日）
  - あきない世傳 金と銀2（2025年4月6日 - 5月25日）[12][13]

### 映画
- 男はつらいよシリーズ
  - 男はつらいよ（1969年）
  - 続・男はつらいよ（1969年）
  - 新・男はつらいよ（1970年）
  - 男はつらいよ 望郷篇（1970年）
  - 男はつらいよ 柴又慕情（1972年）
  - 男はつらいよ 寅次郎夢枕（1972年）
  - 男はつらいよ 夜霧にむせぶ寅次郎（1984年）
- その人は炎のように（1972年）
- 必殺仕掛人（1973年）
- 哀しみのベラドンナ（1973年）
- 必殺仕掛人 梅安蟻地獄（1973年）
- しあわせの一番星（1974年）
- にっぽん美女物語（1974年）
- 喜劇役者たち 九八とゲイブル（1978年）
- ピンク・レディーの活動大写真（1978年）
- 悪魔が来りて笛を吹く（1979年）
- チェッカーズSONG FOR U.S.A.（1986年）
- ・ふ・た・り・ぼ・っ・ち・（1988年）
- 快盗ルビイ（1988年）
- 悲しい色やねん（1988年）
- 新うれしはずかし物語（1991年）
- わが愛の譜 滝廉太郎物語（1993年）
- 免許がない!（1994年）
- チンピラ仁義 極楽とんぼ（1994年）
- マリーの獲物 ファニーエンジェル（1996年）
- 卍舞 III（1996年）
- お墓がない!（1998年）
- 難波金融伝 ミナミの帝王13（1999年）
- サラリーマン金太郎（1999年）
- ぷりてぃ・ウーマン（2003年）
- IZO（2004年）
- ぼくはうみがみたくなりました（2009年8月） - 吉田慎之助
- ホームカミング（2011年）
- 大地の詩 -留岡幸助物語-（2011年） - 古河市兵衛
- うさぎドロップ（2011年）
- ライアの祈り（2015年） - 大森正雄 役
- ごっこ（2018年） - 城宮の父
- てっぺんの剣（2024年11月15日〈9月27日大分先行公開〉、シンカ） [14][15]
- 五十年目の俺たちの旅（2026年公演予定） - 熊沢伸六[16]

### 舞台
- 後楽園ファミリーミュージカル「ゲゲゲの鬼太郎」(1996年）
- シェイクスピア物語 〜真実の愛〜（2016年12月 - 2017年1月、KAAT神奈川芸術劇場・梅田芸術劇場メインホール・中日劇場） - ヘンズロー 役[17]
- ベートーヴェン〜魂の交響曲〜（2025年4月27日 - 5月5日、日本青年館ホール / 2025年7月3日 - 6日〈予定〉、東京国際フォーラム ホールC / 7月12日・13日〈予定〉、御園座） - シンドラー 役[18][19][20]

### 劇場アニメ
- 太陽の王子 ホルスの大冒険（アニメ）（1968年） - ルサン 役[21]

### バラエティ
- 踊る!さんま御殿!!
- 鶴太郎のギャグハラスメント
- 快傑えみちゃんねる(2014年5月23日・2018年8月24日）
- さんすう刑事ゼロ（NHK教育テレビジョン）

### CM
- ハウス食品 サラダChips（1980年）
- ナショナル パルック（1982年）
- 龍角散
- 伊藤園 充実野菜（1996年）
- イトーヨーカドー（セブン&アイ・ホールディングス）
- 養命酒

### 著作
- 『私、瞑想者です』太田出版、1991年11月。ISBN 4872330404。 NCID BN07104699。
- 「私の青少年問題 人生に問題はあるか?」『青少年問題』第50巻第9号、青少年問題研究会、2003年9月、4-9頁、ISSN 0912-4632。
- 「秋野太作(俳優)--小石川の長屋で実母が他界、転々と近隣に預けられ十歳まで。そして継母が来て地獄に……。」『週刊文春』第46巻22 (2280)、文藝春秋、2004年6月3日、126-129頁、NCID AN10074736。
- 『私が愛した渥美清』光文社、2017年10月。ISBN 9784334979195。 NCID BB25008557。